# Abusus non tollit usum
Abusus non tollit usum ist ein lateinisches Sprichwort und eine Rechtsregel: Missbrauch hebt den (rechten) Gebrauch nicht auf. Gelegentlich wird der Satz ergänzt mit sed confirmat substantiam („sondern er bestätigt das Wesen“).
Das Sprichwort wird zum Teil auf den Satz Usus enim, non abusus, legatus est Ciceros aus seinem Werk Topica 17, 4 zurückgeführt. Teilweise wird die Rechtsregel auch als Regel beschrieben, die auf das römische Recht zurückgeht.
Aus dem ersten Wort des Sprichwortes bildete sich das Adjektiv abusiv, im 18. und 19. Jahrhundert war gelegentlich auch das Adverb abusive im Gebrauch.
Das Sprichwort wird neben dem Recht auch in theologischen Schriften gebraucht. So charakterisierte der Theologe Hans Küng den Satz sogar als ein ethisches Axiom.